# Румунські військовополонені Другої світової війни
Румунські військовополонені Другої світової війни (рум. Prizonierii de români la Al Doilea Război Mondial) — категорія військовослужбовців Королівських румунських збройних сил, що з тих чи інших обставин насильницькі або добровільно була взята в полон — переважно радянськими військами — з моменту вступу Румунського королівства у війну у червні 1941 року до серпня 1944 року, а після капітуляції Румунії й переходу її на бік союзників і до завершення воєнних дій в Європі у травні 1945 року — військами Третього Рейху та його союзниками за роки Другої світової війни.

## Зміст
З моменту вступу румунських збройних сил у Другу світову війну на боці нацистської Німеччини і до кінця Другої світової війни кількість румунських військовополонених у Радянському Союзі була значною. До 100 000 румунських солдатів було роззброєно та взято в полон Червоною армією після королівського перевороту 23 серпня 1944 року, коли Румунія виступила проти своїх колишніх союзників по Осі та перейшла на бік антигітлерівської коаліції. До цієї дати майже 165 000 румунських солдатів вважалися зниклими безвісти, причому більшість із них були військовополоненими. Радянська влада зазвичай використовувала військовополонених як робочу силу в різних виробничих таборах.
З кінця 1943 до початку 1944 року румунські військовополонені були присутні в усіх 16 виробничих таборах, якими керувала Рада. Вони становили більшість у таборі № 75 з Рябово (видобуток торфу), таборі № 93 з Тюмені (лісогосподарські роботи) та таборі № 99 зі Спаського заводу (вугільна промисловість), і значну частку в робочій силі в таборі № 68 в Потаніно, таборі №. 84 в Асбесті та таборі № 108 в Бекетовці.
Наприклад, у Спаському таборі військовополонених Карлагу в Карагандинській області Казахської РСР працювало 6740 румунів. Розташований на відстані 45 км від Караганди, Спаський табір №. 99 був заснований у липні 1941 року та став найбільшим табором військовополонених у регіоні. Перша група румунських військовополонених (загалом 918 в'язнів) прибула до табору 8 вересня 1941 року. Хоча зрештою більшість в'язнів у таборі були німці та японці, понад 8000 з них були румунськими військовополоненими. Понад 1100 з цих румунських в'язнів загинули в Спаському таборі через суворі умови перебування.
Частка румунських в'язнів добровільно пішли воювати на стороні СРСР. У жовтні 1943 року з них була сформована дивізія Тудора Владіміреску під керівництвом Ніколае Камбря, але вона почала діяти на фронті лише після того, як король Михайло I здійснив перехід Румунії на бік союзників. У квітні 1945 року була створена друга дивізія, дивізія «Хорія, Клошка і Крішан» на чолі з Міхаєм Ласкером, суміш полонених і румунських комуністів-добровольців, але війна закінчилася до того, як вони встигнули взяти участь у боях на боці союзників.
У звіті В'ячеславу Молотову за квітень 1946 року зазначено, що в 1945 році 61 662 румунських військовополонених було репатрійовано, 20 411 увійшли до румунських добровольчих дивізій, а ще близько 50 000 залишалися у виробничих таборах. Останні румунські військовополонені були звільнені в 1956 році. Деякі були знову заарештовані румунською комуністичною владою після їхнього прибуття до Румунії «за участь у війні проти Радянського Союзу» і відправлені до в'язниці Сигет.
9 вересня 2003 року на кладовищі Спаського табору тодішнім президентом Румунії Йоном Ілієску було урочисто відкрито гранітний пам'ятник. На ній є напис «У пам'ять понад 900 румунським військовополоненим, які загинули в сталінських таборах у центральному Казахстані в 1941—1950 роках».